# Casasco
Casasco (piemontesisch Casasch) ist eine italienische Gemeinde in der Provinz Alessandria (AL) in der Region Piemont.

## Lage und Einwohner
Die Gemeinde Casasco liegt 40 km östlich von der Provinzhauptstadt Alessandria auf einer Höhe von 398 m s.l.m. Das Gemeindegebiet umfasst eine Fläche von 9,03 km² und hat 121 (Stand 31. Dezember 2023) Einwohner.
Die Nachbargemeinden sind Avolasca, Brignano-Frascata, Garbagna, Momperone und Montemarzino.

## Geschichte

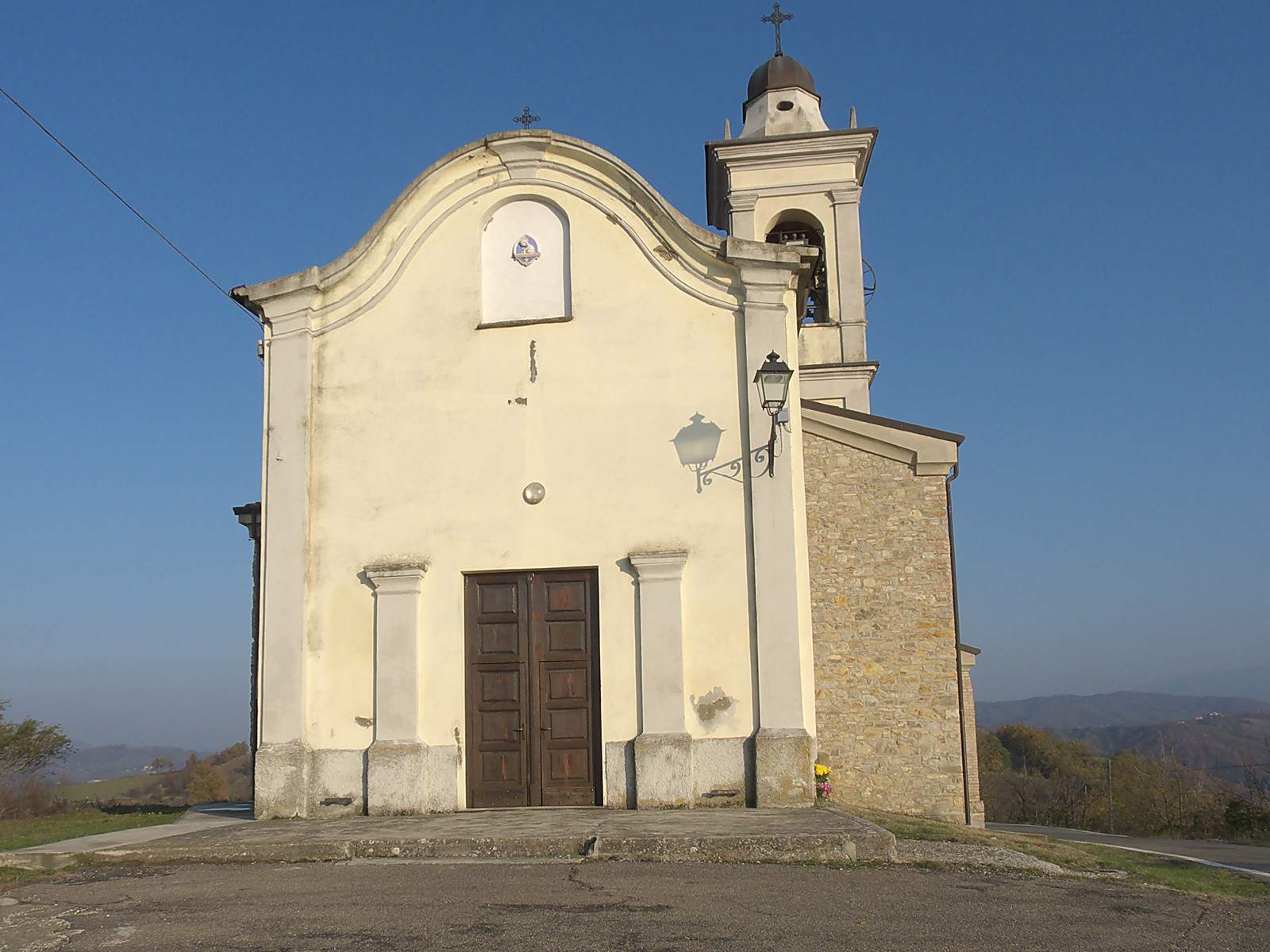
Kirche Santa Maria del Rosario in der Fraktion Magrassi

Die ersten Informationen seines Ortsnamens stammen aus dem Mittelalter, genau aus dem Jahr 1688, mit den Formen „Cassascus“ und „Casascus“. Die in vorrömischer Zeit gegründete Stadt wurde höchstwahrscheinlich von Menschen ligurischer Herkunft bewohnt, die zusammen mit den Venezianern den gesamten Teil Norditaliens besetzten. 
Im Mittelalter gehörte es zunächst zum Bistum und dann zur nahegelegenen Gemeinde Tortona, der es 1220 von Kaiser Friedrich II. bestätigt wurde. In den darauffolgenden Jahren gelangte es in zahlreiche lokale Herrschaften, darunter die Opizzoni, die Malaspina, die Busseti-Marquisen von Mailand und die Guidobono Cavalchini.

## Sehenswürdigkeiten
Zu den wenigen monumentalen Wahrzeichen gehört die moderne Pfarrkirche Santo Stefano, die 1928 an der Stelle einer alten Kirche erbaut wurde und von der noch einige Teile des Mauerwerks mit einem geschnitzten Kreuz zu erkennen sind.